# Bandyligan 2002/2003
Bandyligan 2002/2003 spelades som enkelserie, innan lagen delades upp, och därefter följde slutspel.

## Grundserien
| Lag                          | Spelade | Vinster | Oavgjorda | Förluster | Målskillnad | Poäng |
| ---------------------------- | ------- | ------- | --------- | --------- | ----------- | ----- |
| OLS                          | 11      | 11      | 0         | 0         | 117-34      | 22    |
| IFK Helsingfors              | 11      | 8       | 1         | 2         | 65-36       | 17    |
| ToPV                         | 11      | 8       | 0         | 3         | 95-42       | 16    |
| Warkauden Pallo -35          | 11      | 7       | 0         | 4         | 63-48       | 14    |
| OPS                          | 11      | 6       | 1         | 4         | 46-41       | 13    |
| Jyväskylän Seudun Palloseura | 11      | 5       | 1         | 5         | 63-46       | 11    |
| Porin Narukerä               | 11      | 5       | 1         | 5         | 58-52       | 11    |
| Botnia-69, Helsingfors       | 11      | 4       | 1         | 6         | 42-50       | 9     |
| Lappeenrannan Veiterä        | 11      | 4       | 1         | 6         | 58-72       | 9     |
| Veitsiluodon Vastus          | 11      | 3       | 0         | 8         | 33-76       | 6     |
| Porvoon Akilles              | 11      | 2       | 0         | 9         | 42-87       | 4     |
| PaSa Bandy                   | 11      | 0       | 0         | 11        | 18-116      | 0     |

## Uppdelning

### Elitserien
| Lag                          | Spelade | Vinster | Oavgjorda | Förluster | Målskillnad | Poäng |
| ---------------------------- | ------- | ------- | --------- | --------- | ----------- | ----- |
| OLS                          | 10      | 8       | 2         | 0         | 82-30       | 21    |
| ToPV                         | 10      | 6       | 2         | 2         | 68-44       | 15    |
| IFK Helsingfors              | 10      | 4       | 1         | 5         | 38-44       | 11    |
| Warkauden Pallo -35          | 10      | 4       | 2         | 4         | 53-58       | 10    |
| Jyväskylän Seudun Palloseura | 10      | 2       | 2         | 6         | 33-65       | 6     |
| OPS                          | 10      | 1       | 1         | 8         | 32-65       | 3     |

### Allfinskan
| Lag                    | Spelade | Vinster | Oavgjorda | Förluster | Målskillnad | Poäng |
| ---------------------- | ------- | ------- | --------- | --------- | ----------- | ----- |
| Porin Narukerä         | 10      | 10      | 0         | 0         | 88-22       | 23    |
| Lappeenrannan Veiterä  | 10      | 6       | 0         | 4         | 65-46       | 13    |
| Botnia-69, Helsingfors | 10      | 4       | 2         | 4         | 65-42       | 12    |
| Veitsiluodon Vastus    | 10      | 5       | 2         | 3         | 52-52       | 12    |
| Porvoon Akilles        | 10      | 3       | 0         | 7         | 45-69       | 6     |
| PaSa Bandy             | 10      | 0       | 0         | 10        | 22-106      | 0     |

## Kvartsfinaler
| Lag 1                        | Resultat | Lag 2               | Match 1 | Match 2 |
| ---------------------------- | -------- | ------------------- | ------- | ------- |
| OPS                          | 0–2      | IFK Helsingfors     | 4-7     | 4-6     |
| Lappeenrannan Veiterä        | 0–2      | OLS                 | 1-6     | 3-17    |
| Porin Narukerä               | 0–2      | ToPV                | 2-4     | 2-12    |
| Jyväskylän Seudun Palloseura | 0–2      | Warkauden Pallo -35 | 2-3     | 7-8 ef  |

## Semifinaler
| Lag 1               | Resultat | Lag 2 | Match 1 | Match 2 | Match 3 |
| ------------------- | -------- | ----- | ------- | ------- | ------- |
| IFK Helsingfors     | 1–2      | ToPV  | 0-9     | 3-1     | 0-3     |
| Warkauden Pallo -35 | 0–2      | OLS   | 6-7     | 2-15    | -       |

## Match om tredje pris
| Lag 1           | Resultat | Lag 2               |
| --------------- | -------- | ------------------- |
| IFK Helsingfors | 3–4      | Warkauden Pallo -35 |

## Final
| Lag 1 | Resultat | Lag 2 |
| ----- | -------- | ----- |
| OLS   | 5–4      | ToPV  |

## Slutställning
| Placering | Lag                 |
| --------- | ------------------- |
| 1.        | OLS                 |
| 2.        | ToPV                |
| 3.        | Warkauden Pallo -35 |
| 4.        | IFK Helsingfors     |

## Finska mästarna
OLS: 	Ari Af Hällström, Pekka Paasovaara, Ville Kuusisto, Marko Kilpeläinen, Matti Parkkinen, Antti Pesonen, Hannu Simoska, Tero Nousiainen, Petri Paasovaara, Mikko Holappa, Juha Nousiainen, Tommi Pikkuhookana, Arto Loukkola, Pasi Keränen, Kimmo Keränen, Markku Nissilä, Jari Louhelainen, Jari Valta, Samuli Niskanen, Mikko Haltamo.
Marko Kilpeläinen, OLS blev säsongens skyttekung, med 50 fullträffar. Poängkung blev Samuli Niskanen, OLS med 118 poäng.

### Fotnoter
1. ↑  Runkosarja
2. ↑  Elitserien
3. ↑  Jatkosarja
4. ↑  Pudotuspelit
5. ↑  ”Maalikuningas ja pistepörssin voittaja kautta aikojen” (på finska) (Rich Text Format). Finlands bandyförbund. http://www.finbandy.fi/maalit%20ja%20pisteet.rtf.